# Orde van het Durrani-rijk
De Orde van het Keizerrijk van Durrani ("Nishan--i-Daulat-i-Durrani") was een Afghaanse ridderorde. De orde werd in 1839 door Sjah Suraj al-Mulk naar het regerende keizerlijke huis Durrani. In Afghanistan werd de orde toegekend aan Afghaanse en buitenlandse officieren, met name aan het Bengaalse leger dat onder Brits commando stond, voor diensten aan de Sjah. De orde werd door koning Zahir Khan ook nog tijdens zijn ballingschap, als een huisorde of dynastieke orde toegekend.
Er zijn bronnen die de orde in 1842 afgeschaft zien. Andere bronnen vermelden dat deze orde tot 1970 werd toegekend.
De orde heeft drie graden
- Grootkruis
- Ridder Commandeur
- Commandeur, in andere bronnen[3] Companion

Het kleinood is een achtpuntig kruis van Malta met brede groene randen en gouden ballen op de acht punten. Het centrale, met een Arabische tekst in goud versierde medaillon is groen met een brede blauwe rand waarop 12 parels zijn bevestigd. De onderscheiding werd met zwaarden in de armen van het kruis toegekend.
De ster van de Eerste Klasse in orde is van zilver. De ster is iets langwerpig wat betekent dat de verticale stralen langer zijn dan de horizontale stralen.
De ster van de Tweede Klasse lijkt sterk op de plaque van de Militaire Divisie van de Britse Orde van het Bad.
De Derde Klasse, die van Commandeur, werd in strijd met internationale gebruiken niet aan een lint om de hals gedragen. In plaats daarvan hing het kruis, zonder kroon, aan een op de linkerborst gedragen lint met twee gespen.
Als verhoging diende een gouden, met rode stof gevoerde, koningskroon.
Er zijn ook kruisen bekend met armen in twee kleuren goud, zonder groene rand.
Het lint was purperrood en groen in gelijke banen.